# Прійсле
59°27′01″ пн. ш. 24°53′01″ сх. д. / 59.45028° пн. ш. 24.88361° сх. д.
Прійсле (ест. Priisle) — мікрорайон в районі Ласнамяє міста Таллінн. Утворений на території колишнього VI-го мікрорайону Ласнамяє і названий на честь  села Прійсле, яке знаходилось тут раніше, і було приєднане до Таллінна в 1975 році. Його населення становить 10 949 осіб (1 січня 2014). В мікрорайоні курсують автобусні маршрути номер 12, 29, 30, 49, 51, 53, 54, 58, 60, 63, 65.  Основними вулицями є Ліннамяе теє, Ляянемере теє, Уссимяе теє, Хоолдекоду теє, Прійсле теє, Тасуя пуйестеє.

## Історія

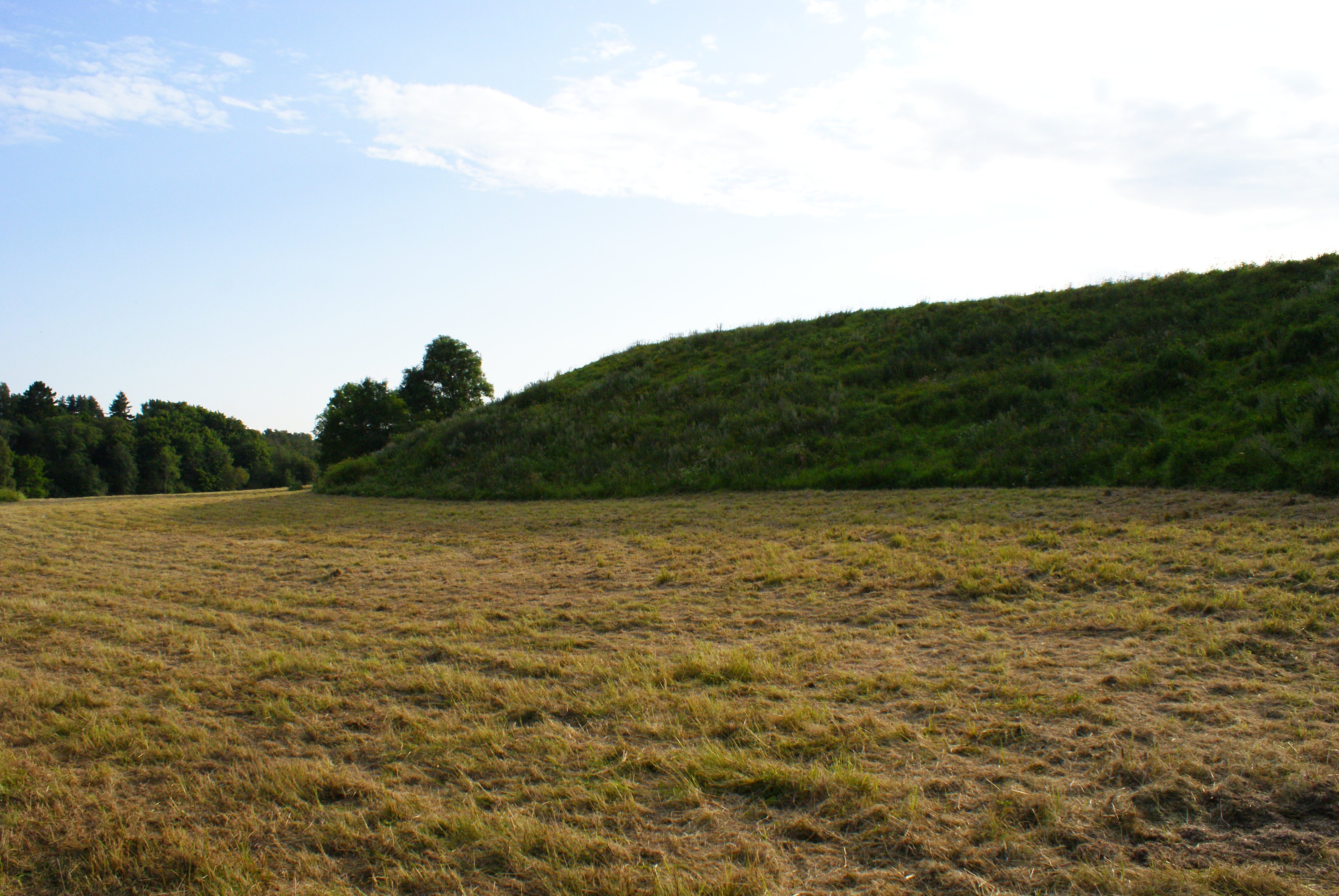
Пагорб Іру. Місце середньовічного городища.

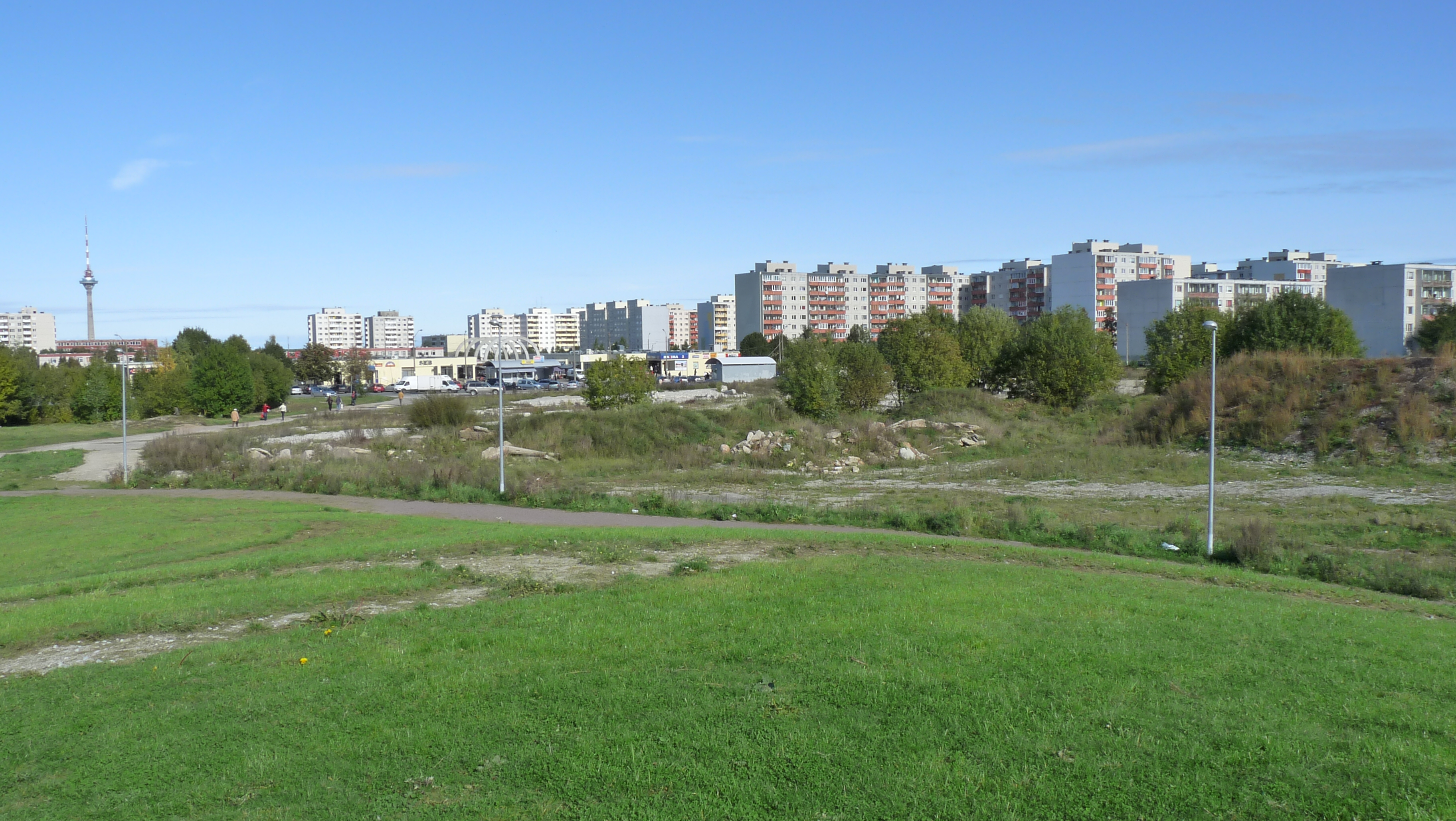
Мікрорайон Прійсле

Найраніші сліди поселення людини на території сучасного мікрорайону Прійсле датуються III тисячоліттям до нашої ери. В ході археологічних розкопок тут були знайдені кремнієві скребки та близько 400 предметів глиняного начиння, яке належить до культури шнурової кераміки. В X—VII ст. до нашої ери на пагорбі Іру було засновано укріплене поселення мешканці якого вирощували зернові культури. з VI по I тисячоліття до н. е. в Іру вже з'являються бронзові та залізні знаряддя. Археологи тут також виявили кам'яні могильники, датовані 600—300 роками до н.е.
З V по XI ст. на пагорбі Іру знаходилось городище Іру. Його площа в IX ст. сягала 2000 км². Городище було знищене пожежею в XI ст. і не було відновлене.
В 1402 році Лівонський орден продав землі Прійсле Таллінну, після чого на околицях була побудована міська миза Вяо. В 1692 землі мизи Вяо були об'єднані з селом Іру.
В 1927 році в Пійсле було відкрито Будинок літніх людей, який працює по сьогоднішній день.
В 1975 році село Прійсле та село Вяо були приєднані до Таллінна. В другій половині 1980-х років тут почалось будівництво житлових 9-ти поверхових будинків.

## Населення
За даними самоуправління Таллінна, на 1 січня 2014 року населення Прійсле становило 10 949  мешканців. Чоловіків серед них 44 %. Естонці складають 20 % жителів мікрорайону.
| 2008   | 2010     | 2011     | 2012     | 2014     |
| ------ | -------- | -------- | -------- | -------- |
| 10 612 | ↗ 10 626 | ↗ 10 679 | ↗ 10 783 | ↗ 10 949 |